# Ville Tavio
Ville Tapani Tavio, né le 25 juin 1984 à Lappeenranta, est un homme politique finlandais.

## Biographie
Après avoir obtenu son diplôme de fin d'études secondaires, Ville Tavio s'est inscrit à l'Université de Turku et a obtenu un Master of Law en 2012. 
Il est étudiant en échange à l'Université du Prince de Songkla en Thaïlande en 2010.
Avant sa carrière politique, Ville Tavio a travaillé comme avocat et entrepreneur. Il est diplômé d'une maîtrise en droit de l'Université de Turku en 2012 puis a fondé Tavio Law, un cabinet d'avocats spécialisé en contentieux. 
Le père et le grand-père de Ville Tavio ont également été avocats.
Début 2017, Ville Tavio annonce qu'il est membre à l'Église évangélique luthérienne.
Ville Tavio vit en concubinage et a deux fils.

## Carrière politique
Ville Tavio a rejoint le parti des Finlandais en 2012.
Ville Tavio a été, entre autres, président du groupe parti des Finlandais du conseil municipal de Turku et vice-président de la section jeunesse de Finlande-Propre du parti des Finlandais (Varsinais-Suomen Perussuomalaiset Nuoret ry),,.
Aux élections municipales finlandaises de 2012, il obtient 372 voix et devient conseiller municipal de Turku.  
Aux élections municipales finlandaises de 2017, il est réélu avec 2 102 voix
Aux élections municipales finlandaises de 2021, il conserve à nouveau son siège de conseiller municipal avec 3 880 voix
Lors des Élections régionales finlandaises de 2022, il est élu conseiiler de la Région de bien-être de Finlande-Propre avec 2 983 voix
Aux élections législatives finlandaises de 2015 il obtient 6 847 voix et devient député de la  Circonscription de Finlande-Propre )
Aux élections législatives finlandaises de 2015 il obtient 14 773 voix et conserve son siège de membre du parlement de Finlande
Aux élections législatives finlandaises de 2023, il est réélu avec 15 071 voix
Il est ministre du Commerce extérieur et du Développement du gouvernement Orpo depuis le 20 juin 2023.